# Libnotes (Goniodineura) novaebrittanicae
Libnotes (Goniodineura) novaebrittanicae is een tweevleugelige uit de familie steltmuggen (Limoniidae). De soort komt voor in het Australaziatisch gebied.